# Artjom Nytsj
Artjom Joerjevitsj Nytsj (Russisch: Артём Юрьевич Ныч; Kemerovo, 21 maart 1995) is een Russisch wielrenner.

## Overwinningen
2014
Jongerenklassement Ronde van Szeklerland
2015
 Russisch kampioen op de weg, Beloften
2016
 Russisch kampioen op de weg, Beloften
2021
 Russisch kampioen op de weg, Elite
2023
Eindklassement Ronde van Cova da Beira
2024
1e etappe Ronde van Cova da Beira
Eindklassement Ronde van Cova da Beira
6e etappe Ronde van Portugal
Eindklassement Ronde van Portugal
2025
Eindklassement Ronde van Portugal

## Resultaten in voornaamste wedstrijden
|      | \| Jaar \| Milaan-San Remo \| Ronde van Lombardije \| \| WK op de weg \| \| ---- \| --------------- \| -------------------- \| \| ------------ \| \| 2016 \| \| opgave \| \| \| \| 2017 \| \| 91e \| \| \| \| 2018 \| 72e \| \| \| \| \| 2019 \| \| opgave \| \| \| \| 2020 \| \| 75e \| \| \| \| 2021 \| \| \| \| 40e \| |                      |  |              |
| Jaar | Milaan-San Remo | Ronde van Lombardije |  | WK op de weg |
| 2016 | | opgave               |  |              |
| 2017 | | 91e                  |  |              |
| 2018 | 72e |                      |  |              |
| 2019 | | opgave               |  |              |
| 2020 | | 75e                  |  |              |
| 2021 | |                      |  | 40e          |

## Ploegen
- 2014 –  Russian Helicopters
- 2015 –  RusVelo
- 2016 –  Gazprom-RusVelo
- 2017 –  Gazprom-RusVelo
- 2018 –  Gazprom-RusVelo
- 2019 –  Gazprom-RusVelo
- 2020 –  Gazprom-RusVelo
- 2021 –  Gazprom-RusVelo
- 2022 –  Gazprom-RusVelo
- 2023 –  Glassdrive Q8 Anicolor
- 2024 –  Sabgal/Anicolor

Andrejev · Antonov · Grigoriev · Jevtoesjenko · Koerbatov · Koestadintsjev · Komin · I. Kovaljov · J. Kovaljov · Leonov · Lobanov · Nytsj · Savitski · Sazanov · Tsjoersin · Zoebov
Arslanov · Balykin · Bojev · Firsanov · Foliforov · Ignatenko · Jersjov · Jevtoesjenko · Koerbatov · Koestadintsjev · Komin · Majkin · Nikolajev · Nytsj · Ovetsjkin · Pozdnijakov · Rybakov · Savitski · Serov · Solomennikov · Stasj
Arslanov · Bojev · Firsanov · Foliforov · Jersjov · Jevtoesjenko · Koerbatov · Koestadintsjev · Kolobnev · Majkin · Manakov · Nikolajev · Nytsj · Ovetsjkin · Rybalkin · Savitski · Serov · Sjaloenov · Solomennikov · Stasj · Svesjnikov · Zakarin
Arslanov · Bojev · Broett · Firsanov · Foliforov · Jersjov · Kozontsjoek · Lagoetin · Majkin · Nikolajev · Nytsj · Ovetsjkin · Porsev · Rovny · Rybalkin · Savitski · Sjaloenov · Solomennikov · Svesjnikov · Troesov · Vorobjov · Zakarin · Kobernjak (stagiair) · Koerjanov (stagiair) · Tsjerkasov (stagiair)
Arslanov · Bojev · Firsanov · Foliforov · Kobernjak · Koerjanov · Kozontsjoek · Lagoetin · Majkin · Nytsj · Porsev · Rovny · Rybalkin · Sjaloenov · Sjilov · Troesov · Tsjerkasov · Vlasov · Koelikov (stagiair) · Koelikovski (stagiair) · Nekrasov (stagiair)
Arslanov · Bojev · Jevtoesjenko · Kobernjak · Koelikov · Koelikovski · Koerbatov · Koerjanov · Nekrasov · Nytsj · Porsev · Rikoenov · Rovny · Rybalkin · Sjaloenov · Sjilov · Stasj · Tsjerkasov · Vlasov · Vorobjov · Landi (stagiair) · Popov (stagiair) · Vitoerin (stagiair)
Bojev · Canola · D. Cima · I. Cima · Koelikov · Koelikovski · Koerjanov · Koezmin · Koeznetsov · Nekrasov · Nytsj · Rikoenov · Rovny · Rybalkin · Scaroni · Sjaloenov · Strachov · Tsjerkasov · Tsjernetski · Velasco · Karaljok (stagiair)
Bojev · Canola · D. Cima · I. Cima · Kotsjetkov · Kreuziger · Koezmin · Koeznetsov · Nekrasov · Nytsj · Rikoenov · Rovny · Scaroni · Sjaloenov · Strachov · Tsjerkasov · Tsjernetski · Vacek · Velasco · Zakarin · Dversnes (stagiair) · Lucca (stagiair) · Lunder (stagiair)
Canola · Carboni · Conci · Díaz · Fedeli · Kotsjetkov · Kukrle · Lunder · Malucelli · Nekrasov · Nytsj · Piccolo · Rikoenov · Rivera · Rovny · Scaroni · Strachov · Tsjerkasov · Tsjernetski · Vacek · Zakarin